# 원광 (전한)
원광(元光)은 중국 전한(前漢) 무제(武帝)의 두 번째 연호이다. 기원전 134년에서 기원전 129년까지 6년 동안 사용하였다. 그러나 실제 연호의 사용은 기원전 113년에 시작된 것으로, 이때 앞의 연호를 소급 적용하였다. 실제 원광 연간에는 일반 세년을 사용했다. 혜성의 출현이 계기가 되어 연호를 개정하였다.

## 연대대조표
| 원광 | 서력(西曆)                           | 간지(干支) |
| 원년 | 기원전 135년 10월 ~ 기원전 134년 9월 | 정미(丁未) |
| 2년  | 기원전 134년 10월 ~ 기원전 133년 9월 | 무신(戊申) |
| 3년  | 기원전 133년 10월 ~ 기원전 132년 9월 | 기유(己酉) |
| 4년  | 기원전 132년 10월 ~ 기원전 131년 9월 | 경술(庚戌) |
| 5년  | 기원전 131년 10월 ~ 기원전 130년 9월 | 신해(辛亥) |
| 6년  | 기원전 130년 10월 ~ 기원전 129년 9월 | 임자(壬子) |

## 같이 보기
- 다른 왕조의 같은 연호
  - 금(金) 원광(1222년 ~ 1223년)
- 중국의 연호

| 이전 연호 건원(建元) | 중국의 연호 전한(前漢) | 다음 연호 원삭(元朔) |